# تشاري (مقاطعة فسا)
تشاري (بالإنجليزية: Mazraeh-ye Chari)‏ هي منطقة سكنية تقع في فارس في إيران.